# Leptosyne
 Leptosyne   DC., 1836 è un genere di piante angiosperme dicotiledoni della famiglia delle Asteraceae, sottofamiglia Asteroideae, tribù Coreopsideae e sottotribù Coreopsidinae.

## Etimologia
Il nome del genere deriva da due parole greche "leptos" (= snello, sottile, piccolo, debole) e "syn" (= uniti, insieme), forse in riferimento ai lobi fogliari stretti.
Il nome scientifico del genere è stato definito dal botanico Augustin Pyramus de Candolle (1778-1841) nella pubblicazione " Prodromus Systematis Naturalis Regni Vegetabilis ... (DC.)" ( Prodr. [A. P. de Candolle] 5: 531) del 1836.

## Descrizione

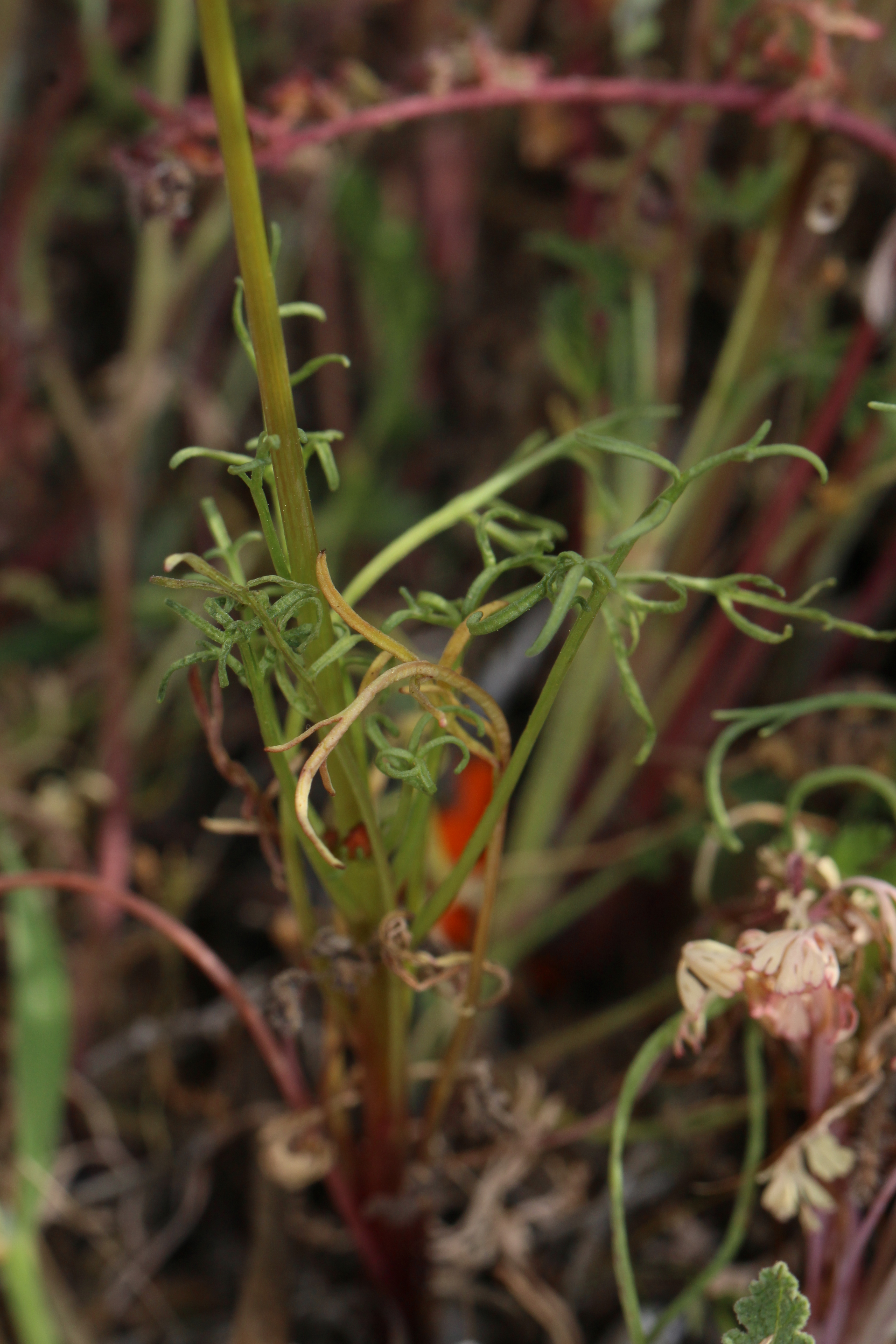
Il portamento
Leptosyne bigelovii

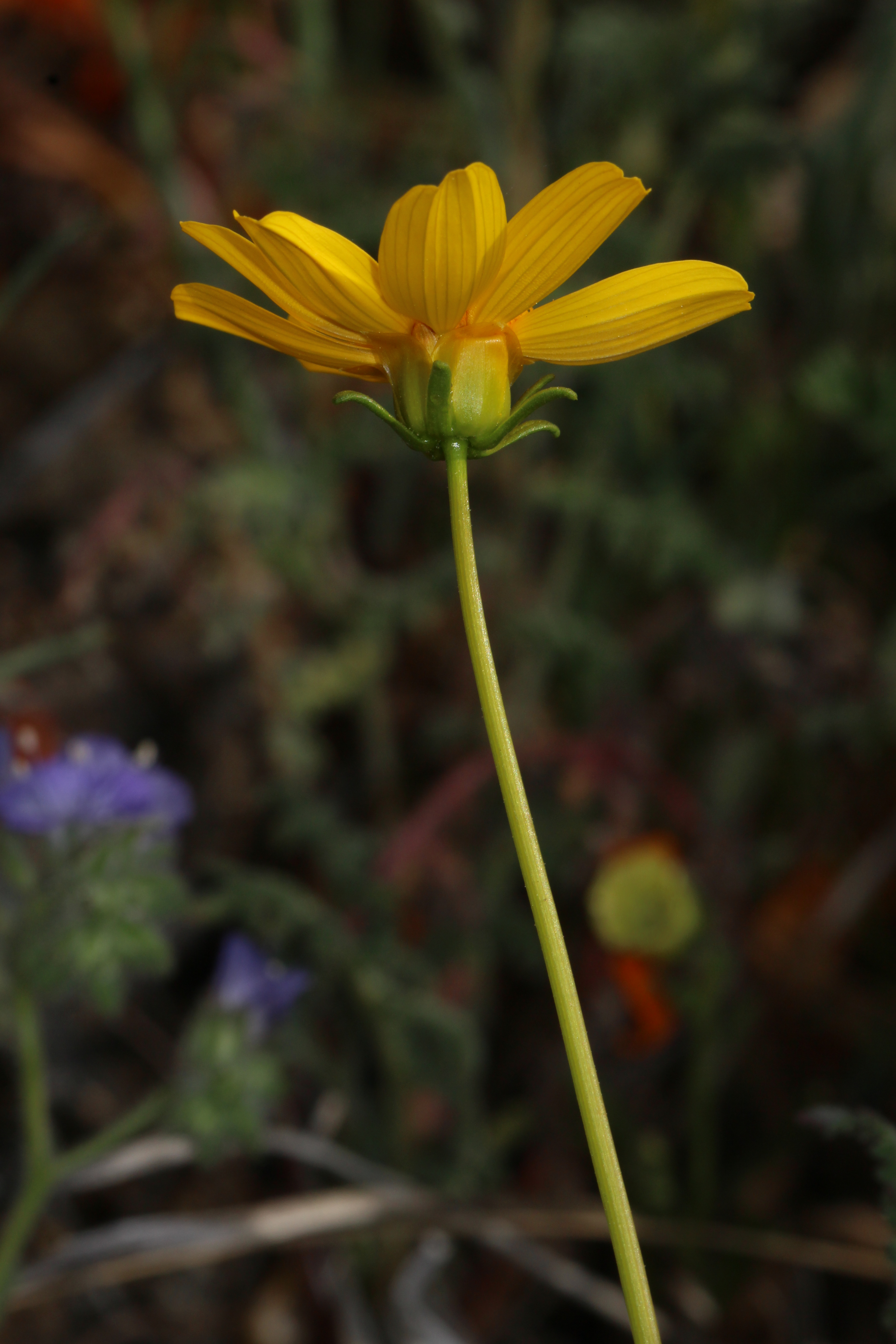
I fiori
Leptosyne bigelovii

Portamento. L'habitus delle piante di questo genere è erbaceo o arbustivo. Il ciclo biologico è annuale o perenne.
Fusto. La parte aerea in genere è eretta, da snella a robusta e carnosa.
Foglie. Le foglie lungo il caule sono disposte in modo alterno. Le foglie sono sessili o picciolate. Le forme delle lamine sono semplici o composte (1-3- pennatifide con segmenti strettamente oblanceolati o lineari). I margini sono interi o dentati. Le superfici sono glabre o pelose; la consistenza è carnosa.
Infiorescenza. Le sinflorescenze sono formate da capolini terminali. Le infiorescenze vere e proprie sono composte da un capolino peduncolato di tipo radiato. I capolini sono formati da un involucro, con forme da emisferiche o campanulate, composto da diverse brattee al cui interno un ricettacolo fa da base ai fiori di due tipi: fiori del raggio e fiori del disco. Le brattee sono persistenti, spesso sono dimorfe, hanno dimensioni scalate e sono disposte su 2 serie. Quelle esterne sono erbacee (di colore verde) e carnose, quelle più interne sono membranose con forme più sottili. I margini delle brattee possono essere scariosi. I ricettacoli, strutture alla base dei fiori, sono piani o arrotondati e sono provvisti di pagliette a protezione dei fiori stessi.
Fiori.  I fiori sono tetra-ciclici (formati cioè da 4 verticilli: calice – corolla – androceo – gineceo) e pentameri (calice e corolla formati da 5 elementi). Si distinguono in:
- fiori del raggio (esterni): (da 5a 20) sono femminili (fertili o sterili) e sono disposti su una o più serie; la forma è ligulata (zigomorfa); possono essere assenti;
- fiori del disco (centrali): (da 10 a 150) hanno forme brevemente tubulose (attinomorfe); sono ermafroditi.

- Formula fiorale:

*/x K {\displaystyle \infty }, [C (5), A (5)], G 2 (infero), achenio 
- Calice: i sepali del calice sono ridotti ad una coroncina di squame.

- Corolla:

- fiori del raggio: la forma della corolla alla base è più o meno tubulosa-imbutiforme, mentre all'apice è ligulata; sono colorate di giallo vistoso; le ligule sono bilobate o trilobate;
- fiori del disco: la forma è tubulare bruscamente divaricata in 5 lobi (corolle pentamere, qualche volta tetramere, raramente esamere o trimere); i lobi, patenti o eretti, hanno una forma deltata o più o meno lanceolata; il tubo è breve o di lunghezza uguale alla gola; il colore è giallo o arancione.

- Androceo: l'androceo è formato da 5 stami sorretti da filamenti generalmente liberi; gli stami sono connati e formano un manicotto circondante lo stilo.[12] Le appendici delle antere hanno delle forme ovate. Il polline è sferico con un diametro medio di circa 25 micron;  è tricolporato (con tre aperture sia di tipo a fessura che tipo isodiametrica o poro) ed è echinato (con punte sporgenti).

- Gineceo: l'ovario è infero uniloculare formato da 2 carpelli.[12] I bracci dello stilo (gli stigmi) sono provvisti di apici deltati o troncati

Frutti. I frutti sono degli acheni con pappo. La forma è compressa e sono alati. Gli acheni possono essere isomorfi oppure dimorfi con forme differenti tra gli acheni dei fiori del raggio da quelli del disco. Il pappo è persistente ed è formato da 2 barbe o reste oppure è assente.

## Biologia
Impollinazione: l'impollinazione avviene tramite insetti (impollinazione entomogama tramite farfalle diurne e notturne).

Riproduzione: la fecondazione avviene fondamentalmente tramite l'impollinazione dei fiori (vedi sopra).

Dispersione: i semi (gli acheni) cadendo a terra sono successivamente dispersi soprattutto da insetti tipo formiche (disseminazione mirmecoria). In questo tipo di piante avviene anche un altro tipo di dispersione: zoocoria. Infatti gli uncini delle brattee dell'involucro (se presenti) si agganciano ai peli degli animali di passaggio disperdendo così anche su lunghe distanze i semi della pianta. Inoltre per merito del pappo (se presente) il vento può trasportare i semi anche a distanza di alcuni chilometri (disseminazione anemocora).

## Distribuzione e habitat
Le specie di questo genere sono distribuite in Arizona, California e Messico nord-ovest.

## Sistematica
La famiglia di appartenenza di questa voce (Asteraceae o Compositae, nomen conservandum) probabilmente originaria del Sud America, è la più numerosa del mondo vegetale, comprende oltre 23.000 specie distribuite su 1.535 generi, oppure 22.750 specie e 1.530 generi secondo altre fonti (una delle checklist più aggiornata elenca fino a 1.679 generi). La famiglia attualmente (2021) è divisa in 16 sottofamiglie; la sottofamiglia Asteroideae è una di queste e rappresenta l'evoluzione più recente di tutta la famiglia.

### Filogenesi
Il gruppo di questa voce è descritto nella sottotribù Coreopsidinae caratterizzata da capolini sotteso da una (o più) brattee fogliacee, da foglie con una disposizione opposta e da bracci dello stilo più corti dell'area stigmatica.
In alcune checklist le specie di questo genere sono descritte all'interno del genere Coreopsis; tuttavia formano un gruppo monofiletico che non è strettamente correlato al clade contenente la specie del genere Coreopsis.

### Elenco delle specie
Questo genere ha 8 specie:
- Leptosyne bigelovii (A.Gray) A.Gray
- Leptosyne californica  Nutt.
- Leptosyne calliopsidea  (DC.) A.Gray
- Leptosyne douglasii  DC.
- Leptosyne gigantea  Kellogg
- Leptosyne hamiltonii  Elmer
- Leptosyne maritima  (Nutt.) A.Gray
- Leptosyne stillmanii  A.Gray

### Sinonimi
Sono elencati alcuni sinonimi per questa entità:
- Agarista DC.
- Tuckermannia Nutt.